# Krzczonów-Sołtysy
Krzczonów-Sołtysy – część wsi Krzczonów w Polsce, położona w województwie lubelskim, w powiecie lubelskim, w gminie Krzczonów. Do 1 stycznia 2011 r. miejscowość była samodzielną wsią.
W latach 1975–1998 Krzczonów-Sołtysy należał administracyjnie do województwa lubelskiego.
Krzczonów-Sołtysy jest sołectwem gminy Krzczonów.
Wierni Kościoła rzymskokatolickiego należą do parafii Wniebowzięcia Najświętszej Maryi Panny w Krzczonowie.